# Morina kokonorica
Morina kokonorica är en kaprifolväxtart som beskrevs av Hao. Morina kokonorica ingår i släktet Morina och familjen kaprifolväxter. Inga underarter finns listade i Catalogue of Life.